# Lund Comedy Festival
Lund Comedy Festival (fram till 2013 Lunds humorfestival) är en sedan 2010 återkommande årlig humorfestival i Lund. Festivalen hölls för första gången den 27–28 augusti 2010.
Initiativtagare till festivalen är Anders Jansson och Johan Wester, kända från TV-programmet Hipp Hipp!, och det är deras produktionsbolag Anagram Produktion som arrangerar festivalen med stöd från Lunds kommun tillsammans med olika lokala sponsorer.
Hela festivalen äger rum på olika scener, främst i centrala Lund, som Stadshallen, Lilla Teatern, Stadsteatern, Akademiska Föreningen, Mejeriet och biografen Kino.
Över hundra artister brukar medverka i Lund Comedy Festival – många av landets mest folkkära och populära komiker men också nya talanger och flera internationella stjärnkomiker. Flera förlägger sina premiärer här, andra testar sitt material och några kör specialsydda varianter av sina ordinarie shower.
Bland de många artisterna som varit här finns bl.a.:  Jonas Gardell, Anna Blomberg, Anna Granath, Sissela Benn, Fredrik Lindström, Kristian Luuk, Babben Larsson, Fåfäng, Tig Notaro, Bill Bailey, Henrik Schyffert, Måns Möller, Per Andersson, Alex Horne, Hannah Croft & Fiona Pearce, Keyyo, Clara Henry, Måns Nilsson, Ankan Johansson, Al Pitcher, Jessika Gedin, Hans Rosenfeldt, Martina Haag, Petra Mede, Sissela Kyle, Jen Kirkman, Marika Carlsson, Johan Glans, Shazia Mirza, Ann Westin, Ari Eldjárn, Björn Gustavsson, Annika Lantz, Eva Rydberg, Gunhild Carling, Jason Byrne, David Batra, Soran Ismail, Özz Nûjen, Magnus Betnér, Josefin Johansson, Kalle Lind, Kattis Ahlström, Kodjo Akolor, Lill Lindfors, Mammas nya kille, Grotesco, Danny Bhoy, Felicity Ward m.fl.
Genom åren har festivalen filmats för både SVT och TV4. Sveriges Radio har sänt flera liveprogram från festivalen, bl. a. Lantzkampen, Melodikrysset och Tankesmedjan.
Förebilden och inspirationskällan för festivalen är Edinburgh Festival Fringe, världens största humorfestival som arrangeras varje år i den skotska huvudstaden.

## Grand Comedy Slam
Lund Comedy Festival arrangerar varje år en standupptävling för nya komiker. Den är uppdelad i flera tävlingar där publiken får rösta och en final med en jury.